# Alexandre Prémat

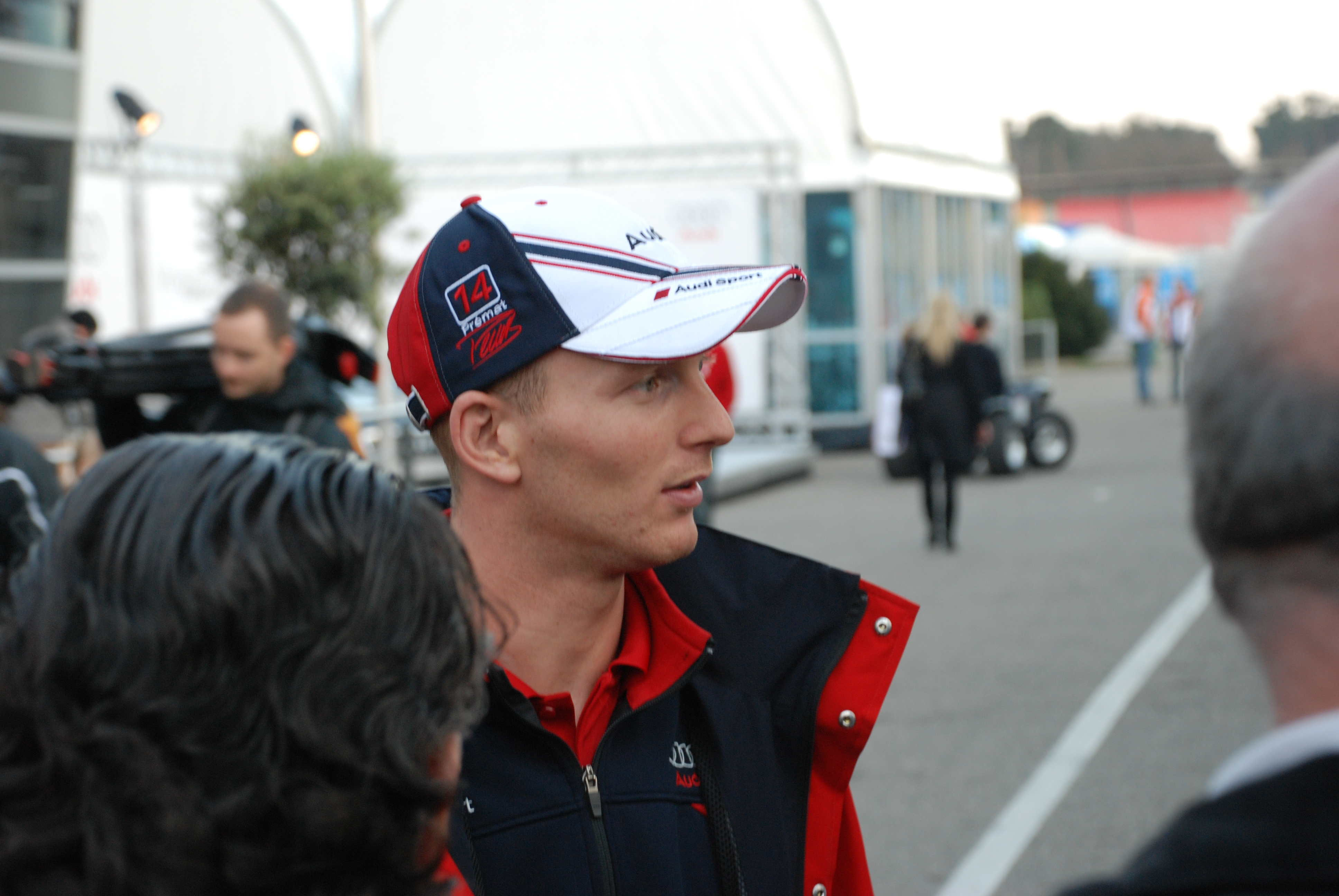
Alexandre Prémat

Alexandre Prémat, född 5 april 1982 i Juvisy-sur-Orge, är en fransk racerförare.

## Racingkarriär
Prémat har tidigare kört i GP2 för stallet ART Grand Prix, i vilket han var andreförare bakom Nico Rosberg och sedan Lewis Hamilton. Han har även kört i A1 Grand Prix, där han vann mästerskapet med A1 Team France 2006. Prémat kör numera DTM och Le Mans Series för Audi. 